# Astragalus oldenburgii
Astragalus oldenburgii är en ärtväxtart som beskrevs av Boris Fedtjenko. Astragalus oldenburgii ingår i släktet vedlar, och familjen ärtväxter. Inga underarter finns listade i Catalogue of Life.